# Phomatospora argentina
Phomatospora argentina är en svampart som beskrevs av Speg. 1880. Phomatospora argentina ingår i släktet Phomatospora, ordningen kolkärnsvampar, klassen Sordariomycetes, divisionen sporsäcksvampar och riket svampar.   Inga underarter finns listade i Catalogue of Life.